# 部聘教授
部聘教授指由国家教育部直接聘任的教授，一般用来特指中华民国大陆时期国民政府教育部遴选的两批。教育部部聘教授是当时中国教育界的最高荣誉，有人称之为“教授中的教授”。
1941年，国民政府教育部颁行《教育部设置部聘教授办法》，实行部聘教授制度。由各大学各行各业的教授对本行投票推选，得票最多者被委任为教育部部聘教授。在大学任教10年以上，声誉卓著，对所在学科具有特殊贡献的教授，经教育部学术审议会三分之二以上通过，方可成为部聘教授。部聘教授任期5年，可续聘。
1942年8月，全国大学共有30位教授被遴选为第一批部聘教授；其名单在当年中华民国教师节公布（27人），沦陷区3人（胡敦复、秉志、孟宪承）未公布。1943年12月，15人当选为第二批部聘教授。

## 批次

### 第一批（30人）
- 杨树达（国文，国立湖南大学）
- 黎锦熙（国文，国立西北师范学院）
- 吴宓（外文，国立西南联合大学）
- 陈寅恪（历史，国立西南联合大学）
- 萧一山（历史，国立西北大学）
- 汤用彤（哲学，国立西南联合大学）
- 孟宪承（教育，国立师范学院）
- 胡敦复（数学）
- 苏步青（数学，国立浙江大学）
- 吴有训（物理，国立西南联合大学）
- 饶毓泰（物理，国立西南联合大学）
- 曾昭抡（化学，国立西南联合大学）
- 王琎（化学，国立浙江大学）
- 秉志（生物）
- 张景钺（生物，国立西南联合大学）
- 艾伟（心理，国立中央大学）
- 胡焕庸（地理，国立中央大学）
- 李四光（地质，国立中央研究院）
- 周鲠生（法律，国立武汉大学）
- 胡元义（法律，国立西北大学）
- 杨端六（经济，国立武汉大学）
- 孙本文（社会，国立中央大学）
- 吴耕民（农学，国立浙江大学）
- 梁希（林学，国立中央大学）
- 茅以升（土木，国立交通大学）
- 庄前鼎（机械，国立西南联合大学）
- 余谦六（电机，国立西北工学院）
- 何杰（地质，国立中山大学）
- 洪式闾（病理，国立江苏医学院）
- 蔡翘（生理，国立中央大学）

### 第二批（15人）
- 胡小石（国学，国立中央大学）
- 楼光来（外文，国立中央大学）
- 柳詒（历史，国立中央大学）
- 冯友兰（哲学）
- 常道直（教育，国立中央大学）
- 胡刚复（物理）
- 萧公权（政治）
- 何鲁（数学，国立重庆大学）
- 戴修瓒（法律，国立中央大学）
- 刘秉麟（经济，国立武汉大学）
- 邓植仪（农学）
- 刘仙洲（机械，国立西南联合大学）
- 高济宇（化学，国立中央大学）
- 梁伯强（医学）
- 徐悲鸿（艺术，国立中央大学）

## 列表

### 按机构
| 机构             | 位数 | 姓名（领域） |
| ---------------- | ---- | --- |
| 国立重庆大学     | 1    | 何鲁（数学） |
| 国立西北工学院   | 1    | 余谦六（电机） |
| 国立浙江大学     | 3    | 苏步青（数学），王琎（化学），吴耕民（农学） |
| 国立西北大学     | 2    | 萧一山（历史），胡元义（法律） |
| 国立中央大学     | 12   | 艾伟（心理），胡焕庸（地理），孙本文（社会），梁希（林学），蔡翘（生理），胡小石（国学），楼光来（外文），柳诒徵（历史），常道直（教育），戴修瓒（法律），高济宇（化学），徐悲鸿（艺术） |
| 国立西南联合大学 | 9    | 吴宓（外文），陈寅恪（历史），汤用彤（哲学），吴有训（物理），饶毓泰（物理），曾昭抡（化学），张景钺（生物），庄前鼎（机械），刘仙洲（机械）                                             |
| 国立中央研究院   | 1    | 李四光（地质） |
| 国立师范学院     | 1    | 孟宪承（教育） |
| 国立西北师范学院 | 1    | 黎锦熙（国文） |
| N/A              | 7    | 胡敦复（数学），秉志（生物），冯友兰（哲学），胡刚复（物理），萧公权（政治），邓植仪（农学），梁伯强（医学）                                                                             |
| 国立江苏医学院   | 1    | 洪式闾（病理） |
| 国立武汉大学     | 3    | 周鲠生（法律），杨端六（经济），刘秉麟（经济） |
| 国立湖南大学     | 1    | 杨树达（国文） |
| 国立交通大学     | 1    | 茅以升（土木） |
| 国立中山大学     | 1    | 何杰（地质） |

### 按姓名
| 姓名   | 领域 | 机构             |
| ------ | ---- | ---------------- |
| 杨树达 | 国文 | 国立湖南大学     |
| 黎锦熙 | 国文 | 国立西北师范学院 |
| 吴宓   | 外文 | 国立西南联合大学 |
| 陈寅恪 | 历史 | 国立西南联合大学 |
| 萧一山 | 历史 | 国立西北大学     |
| 汤用彤 | 哲学 | 国立西南联合大学 |
| 孟宪承 | 教育 | 湖南国立师范学院 |
| 胡敦复 | 数学 | N/A              |
| 苏步青 | 数学 | 国立浙江大学     |
| 吴有训 | 物理 | 国立西南联合大学 |
| 饶毓泰 | 物理 | 国立西南联合大学 |
| 曾昭抡 | 化学 | 国立西南联合大学 |
| 王琎   | 化学 | 国立浙江大学     |
| 秉志   | 生物 | N/A              |
| 张景钺 | 生物 | 国立西南联合大学 |
| 艾伟   | 心理 | 国立中央大学     |
| 胡焕庸 | 地理 | 国立中央大学     |
| 李四光 | 地质 | 国立中央研究院   |
| 周鲠生 | 法律 | 国立武汉大学     |
| 胡元义 | 法律 | 国立西北大学     |
| 杨端六 | 经济 | 国立武汉大学     |
| 孙本文 | 社会 | 国立中央大学     |
| 吴耕民 | 农学 | 国立浙江大学     |
| 梁希   | 林学 | 国立中央大学     |
| 茅以升 | 土木 | 国立交通大学     |
| 庄前鼎 | 机械 | 国立西南联合大学 |
| 余谦六 | 电机 | 国立西北工学院   |
| 何杰   | 地质 | 国立中山大学     |
| 洪式闾 | 病理 | 国立江苏医学院   |
| 蔡翘   | 生理 | 国立中央大学     |
| 胡小石 | 国学 | 国立中央大学     |
| 楼光来 | 外文 | 国立中央大学     |
| 柳诒徵 | 历史 | 国立中央大学     |
| 冯友兰 | 哲学 | N/A              |
| 常道直 | 教育 | 国立中央大学     |
| 胡刚复 | 物理 | N/A              |
| 萧公权 | 政治 | N/A              |
| 何鲁   | 数学 | 国立重庆大学     |
| 戴修瓒 | 法律 | 国立中央大学     |
| 刘秉麟 | 经济 | 国立武汉大学     |
| 邓植仪 | 农学 | N/A              |
| 刘仙洲 | 机械 | 国立西南联合大学 |
| 高济宇 | 化学 | 国立中央大学     |
| 梁伯强 | 医学 | N/A              |
| 徐悲鸿 | 艺术 | 国立中央大学     |